# Управлінські фінанси
Управлінські фінанси — це галузь фінансів, яка спеціалізується на фінансових аспектах управлінських рішень.  У сфері фінансів розглядають способи, якими організації (та окремі особи) залучають і розподіляють грошові ресурси упродовж певного проміжку часу, враховуючи ризики, пов’язані з їхніми проєктами; наголошуючи на управлінському застосуванні цих методів і теорій фінансів. 
Методи, що оцінюються (і розвиваються) в основному взяті з управлінського обліку та корпоративних фінансів; перші дозволяють керівництву краще розуміти, а отже, діяти на основі фінансової інформації, що стосується прибутковості та ефективності; останні стосуються оптимізації загальної фінансової структури.
В обох випадках дисципліна розглядає ці методи з управлінської перспективи планування, керівництва та контролю;  у більш конкретному контексті стратегічне планування, організацію, управління та контроль фінансових зобов'язань організації..
Науковці, які працюють у цій сфері, зазвичай працюють на фінансових факультетах бізнес-шкіл, у сфері бухгалтерського обліку або менеджменту.

## Методи управлінського обліку
Методи управлінського обліку застосовують для збору та надання фінансової та іншої інформації, орієнтованої на прийняття рішень, «таким чином, щоб допомогти керівництву у формулюванні політики, а також у плануванні та контролі виконання завдань».  У цьому випадку аналітика пов’язана з довгостроковими рішеннями, в порівнянні з історичним баченням та перспективою відповідності фінансового обліку.
Виконуючи ці завдання, фінансові менеджери використовують різні методи управлінського обліку та фінансового аналізу для точної оцінки результатів і продуктивності бізнес-напрямків і підрозділів, а також для моніторингу розподілу ресурсів в організації; це має в собі аналіз прибутковості та аналітику витрат — із застосуванням таких методів, як розрахунок витрат відповідно до видів діяльності, аналіз витрат за весь період діяльності, аналіз витрати–обсяг–прибуток та аналіз відхилень — а також аналіз бюджету в узагальненому вигляді. (Див. також прогноз грошових потоків і фінансовий прогноз.)

## Методи корпоративних фінансів
Управлінські фінанси, як зазначено вище, також зосереджені на загальній фінансовій структурі бізнесу, включаючи їх потенційний вплив на грошовий потік і прибутковість. Таким чином, вони зацікавлені у довгостроковій оптимізації доходів/бізнесу, а також мінімізує потенційний вплив будь-яких фінансових проблем на короткострокові показники. Задля досягнення цих цілей у сфері управлінських фінансів використовують методи, що застосовуються в корпоративних фінансах, які, як правило, організовані наступним чином:
- Управління оборотним капіталом — регулювання короткострокових поточних активів і поточних зобов'язань та оптимізація грошових потоків
- Складання капітального бюджету, тобто вибір/оцінка та фінансування «проєктів» — розв'язання питань довгострокових інвестицій
- Структура капіталу та дивідендна політика — вивчення довгострокового фінансового капіталу та намагання оптимізації балансу.

## Дивись також
- Управління капіталом
- FP&A
- Перелік тем бухгалтерського обліку
- Перелік тем менеджменту
- Управлінська економіка

## Використані джерела
1. 1 2  What is managerial finance?, Corporate Finance Institute
2. ↑  "Why Study Managerial Finance", Berlin School of Business and Innovation.
3. ↑  Institute of Certified Management Accountants